# Bonnie Rotten
Alaina Antoinette Hicks (Cincinnati, 1993. május 9. –), művésznevén Bonnie Rotten többszörös díjnyertes korábbi amerikai pornószínésznő, fetish-model, sztriptíztáncosnő és rendező. 2014-ben az első alt-porn színésznő lett, aki elnyerte a rangos AVN-díjat "az év női előadója" kategóriában. Összesen 27 felnőttfilmes díja van, ebből 3 AVN-díja.
Olasz, német, lengyel és zsidó felmenőkkel is rendelkezik. Nagyszülei nevelték fel. 2012 és 2015 között szerepelt a felnőttfilmiparban, 2015-ben terhesség miatt otthagyta azt és nem is tért vissza. Több mint 30 tetoválása van.